# Полифосфаты

Полифосфаты — линейные полимеры ортофосфорной кислоты, в которых фосфорные остатки связаны между собой фосфоангидридными связями.
Полифосфаты являются макроэргическими соединениями. Из-за присутствия в их молекуле атомов фосфора, связанных между собой ангидридными связями, способны к делокализации энергии и выделению большого её количества при гидролизе этих связей.